# Lappön
Lappön est une île de l'archipel de Luleå en Suède.

## Présentation
L'île de Lappön est situé dans le nord de l'archipel de Luleå, à environ 19 kilomètres au nord-est du centre-ville de Luleå, à Furufjärden, juste au nord d'Hindersön. 
Le nom Lappön vient des Samis qui y emmenaient leurs rennes pendant l'hiver.
Les rivages de Lappön comportent des rochers et des plages de sable. 
Dans l'île se trouve le mont Renmålaberget qui culmine 30 mètres d'altitude. 
Le mont Renmålaberget et son entourage sont devenus une réserve naturelle en 1995. 
La réserve est gérée par le conseil départemental du comté de Norrbotten et a été créée le 13 juillet 1995. Elle a une superficie de 54 hectares, dont 43 hectares de forêt.
L'île fait partie du réseau Natura 2000 depuis 2007. 
On y trouve plusieurs espèces menacées qui dépendent d'une forêt n'ayant pas été affectée par l'exploitation forestière, appelée forêt primaire.